# Copa de Clubes de la CECAFA 1978
La Copa de Clubes de la CECAFA 1978 fue la quinta edición de este torneo de fútbol a nivel de clubes de África organizado por la CECAFA y que contó con la participación de 6 equipos representantes de países de África Central y África Oriental, dos equipos menos que en la edición anterior.
El KCC de Uganda venció al Simba SC de Tanzania en la final disputada en Kampala, Uganda para ser el primer equipo de Uganda en ganar el título. El campeón defensor Luo Union, Fue eliminado en las semifinales.

## Fase de grupos

### Grupo A
| KCC        | 2-2 | Horseed FC |
| Horseed FC | 1-0 | KMKM       |
| KMKM       | 1-2 | KCC        |

| Club       | G | E | P | GF | GC | Pts |
| ---------- | - | - | - | -- | -- | --- |
| KCC        | 1 | 1 | 0 | 4  | 3  | 3   |
| Horseed FC | 1 | 1 | 0 | 3  | 2  | 3   |
| KMKM       | 0 | 0 | 2 | 1  | 3  | 0   |

### Grupo B
| Simba SC       | 1-0 | Luo Union      |
| Luo Union      | 2-1 | Hardware Stars |
| Hardware Stars | 0-2 | Simba SC       |

| Club           | G | E | P | GF | GC | Pts |
| -------------- | - | - | - | -- | -- | --- |
| Simba SC       | 2 | 0 | 0 | 3  | 0  | 4   |
| Luo Union      | 1 | 0 | 1 | 2  | 2  | 2   |
| Hardware Stars | 0 | 0 | 1 | 1  | 4  | 0   |

## Semifinales
| Equipo 1 | Resultado | Equipo 2   |
| -------- | --------- | ---------- |
| KCC      | 3-0       | Luo Union  |
| Simba SC | 2-0       | Horseed FC |

## Final
| Equipo 1 | Resultado   | Equipo 2 |
| -------- | ----------- | -------- |
| KCC      | 0-0 (3-2 p) | Simba SC |

## Campeón
| Copa de Clubes de la CECAFA 1978 |
| -------------------------------- |
| Bandera de Uganda                |
| KCC 1º Título                    |